# Léon Comès
Léon Comès (Perpinyà, 11 de febrer del 1889 - Saint-Étienne-au-Temple, 16 d'octubre del 1915) va ser un ciclista nord-català, professional des del 1908 al 1914. Es va especialitzar en el ciclisme en pista.
Nascut a Perpinyà, va passar la seva joventut a París, on passava el seu temps lliure pedalant amb amics del barri, entre ells Henri Pélissier i Maurice Schilles.
Va morir en un accident aeri, juntament amb el seu cunyat Léon Hourlier, també ciclista i company de curses, durant la Primera guerra mundial.

## Palmarès
- 1909
  - 1r al Gran Premi d'Angers
- 1914
  - 1r als Sis dies de París (amb Léon Hourlier)